# Gösta Carlsson
Gustaf Vilhelm "Gösta" Carlsson  (Uppsala, 2 de febrer de 1906 - Lännaholm, 5 d'octubre de 1992) va ser un ciclista suec que va córrer a cavall dels anys 20 i 30 del segle xx.
Va prendre part en els Jocs Olímpics d'Amsterdam de 1928, en què va guanyar dues medalles de bronze en la contrarellotge individual i en la contrarellotge per equips, fent equip amb Erik Jansson i Georg Johnsson.
A nivell nacional va guanyar tres títols individuals en els 100 km (1926-1928) i nou per equips (1925-1932).

## Palmarès
- 1925
  -  Campió de Suècia de contrarellotge individual 100 km, classificació per equips (amb Folke Nilsson i Holmfrid Eriksson)
- 1926
  -  Campió de Suècia de contrarellotge individual 100 km
  -  Campió de Suècia de contrarellotge individual 100 km, classificació per equips (amb Folke Nilsson i Nils Velin)
- 1927
  -  Campió de Suècia de contrarellotge individual 100 km
  -  Campió de Suècia de contrarellotge individual 100 km, classificació per equips (amb Folke Nilsson i Bernhard Britz)
- 1928
  -  Campió de Suècia de contrarellotge individual 100 km
  -  Campió de Suècia de contrarellotge individual 100 km, classificació per equips (amb Folke Nilsson i Bernhard Britz)
  - 1r a Nordisk Mesterskab, contrarellotge individual
  -  Medalla de bronze als Jocs Olímpics d'Amsterdam en contrarellotge individual
  -  Medalla de bronze als Jocs Olímpics d'Amsterdam en contrarellotge per equips
- 1931
  -  Campió de Suècia de contrarellotge individual 100 km, classificació per equips (amb Folke Nilsson i Gösta Björklund)
- 1932
  -  Campió de Suècia de contrarellotge individual, classificació per equips (amb Sven Thor i Gösta Björklund)